# Aldo Haïk
Aldo Haïk (Tunis, 19 d'octubre de 1952) és un jugador d'escacs francès que té el títol de Mestre Internacional des de 1977.

## Biografia i resultats destacats en competició
Va anar a viure a França amb la seva família des de molt petit. Aprengué a jugar a escacs del seu pare, qui aviat el va dur a jugar a un club als afores de París. El seu ascens va ser meteòric i als 16 anys va participar en el Campionat mundial juvenil. Va ser el segon jugador francès, després d'André Muffang, en obtenir el títol de Mestre Internacional (el 1977), i el primer francès a obtenir una norma de Gran Mestre. Ha estat dos cops Campió de França (1972, a Rosny-sous-Bois i 1983, a Belfort), i un cop subcampió (1988 a Val Thorens, el campió fou Gilles Andruet).

## Escriptor i periodista d'escacs
Haïk ha escrit diversos llibres d'escacs, i edita una revista mensual. És també redactor d'una columna d'escacs al rotatiu Le Figaro.